# Bonan
I Bonan (o anche Bao'an, in cinese: 保安族, in pinyin: bǎoān zú)) sono un gruppo etnico facente parte dei 56 gruppi etnici riconosciuti ufficialmente dalla Repubblica popolare cinese.
Vivono nelle province di Gansu e Qinghai, nel nord-pvest della Cina. Contano circa 12,000 persone e sono il settimo più piccolo gruppo etnico di quelli ufficialmente riconosciuti.
Parlano la lingua Bonan, una lingua del ceppo mongolo, e sono prevalentemente musulmani. Si crede discendano dai guerrieri mongoli musulmani stanziati in Qinghai durante le dinastie Yuan e Ming.